# Samsoe (ser)

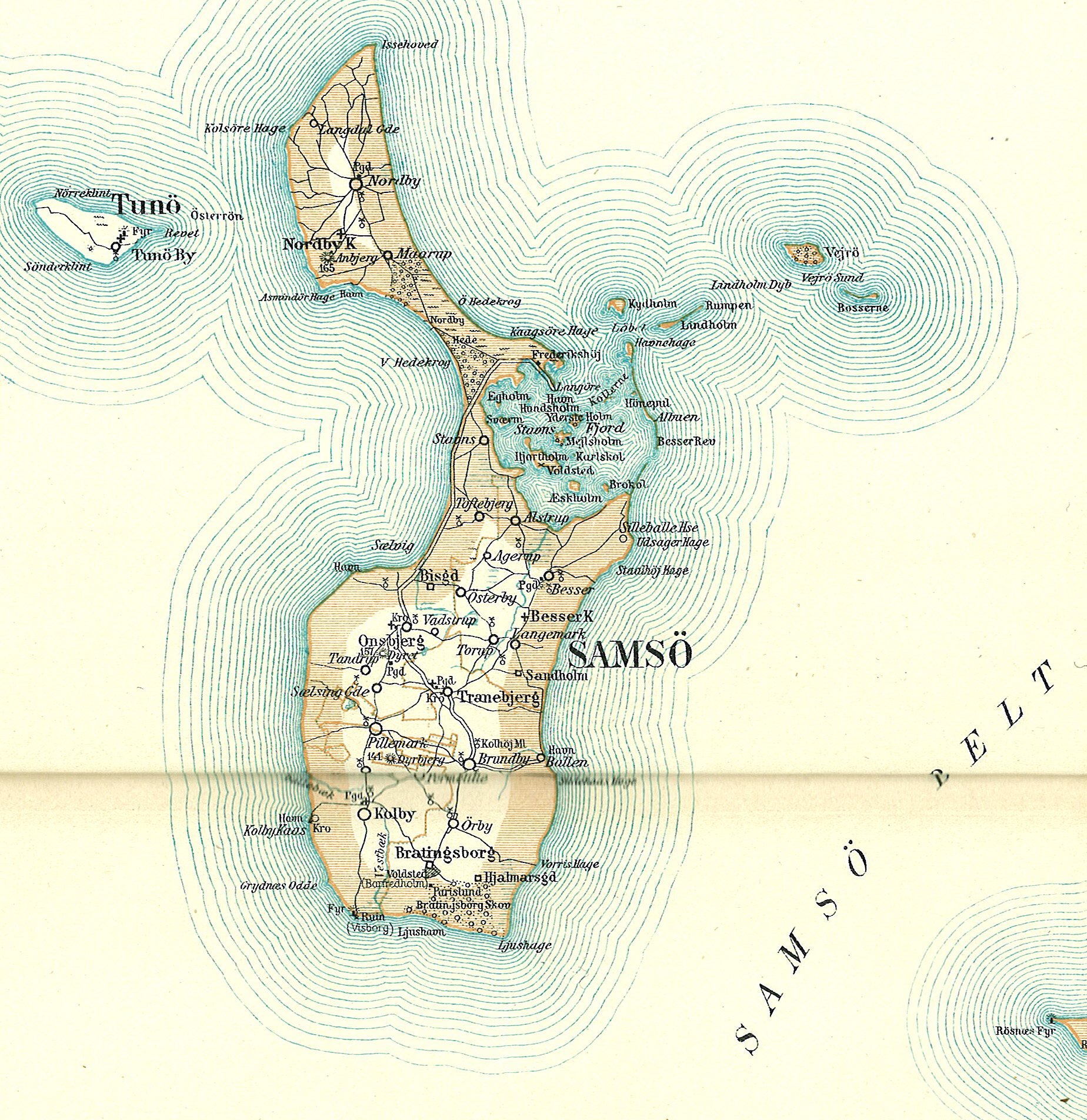
Region Samsoe w Danii

Samsoe lub Samsø – rodzaj duńskiego sera półtwardego, który produkowany jest z pasteryzowanego krowiego mleka. Ser ten zalicza się do serów dojrzewających. Ser samsoe ma łagodny smak i orzechowy zapach. Wytwarzany w formie krążków lub bloków, ma żółty kolor i złotą skórkę. Łatwo kroi się w plastry. Można go wykorzystywać do robienia kanapek oraz w daniach serowych. Dostępny jest na rynku w wersjach o różnej zawartości tłuszczów (20, 30 i 45 %). Pod kątem czasu dojrzewania w sprzedaży znajduje się ser młody, średni i dojrzały. Pochodzi z wyspy Samsoe, powstał na początku XIX wieku zainspirowany technologią produkcji serów szwajcarskich.